# Bradina flavalis
Bradina flavalis là một loài bướm đêm trong họ Crambidae.